# Ceratina apacheorum
Ceratina apacheorum är en biart som beskrevs av Daly 1973. Ceratina apacheorum ingår i släktet märgbin, och familjen långtungebin. Inga underarter finns listade i Catalogue of Life.